# Edward Glover
Edward Chester Glover, detto Ed (Emsworth, 1º marzo 1885 – Crown Point, 31 ottobre 1940), è stato un astista statunitense.
Nel 1906 prese parte ai Giochi olimpici intermedi che si tennero ad Atene: vinse la medaglia di bronzo con la misura di 3,35 m, alle spalle del francese Fernand Gonder e dello svedese Bruno Söderström.

## Palmarès
| Anno | Manifestazione            | Sede  | Evento           | Risultato | Prestazione | Note |
| ---- | ------------------------- | ----- | ---------------- | --------- | ----------- | ---- |
| 1906 | Giochi olimpici intermedi | Atene | Salto con l'asta | Bronzo    | 3,350 m     |      |